# Asperugeae
Asperugeae, tribus boražinovki, dio potporodice Cynoglossoideae. Postoje 4 priznata roda sa 42 vrste.. Tipična je broćanica Asperugo, od kojih u Hrvatskoj raste puzava broćanica (A. procumbens)

## Rodovi
1. Memoremea A. Otero, Jim. Mejías, Valcárcel & P. Vargas (1 sp.)
2. Asperugo L. (1 sp.)
3. Anoplocaryum Ledeb. (6 spp.)
4. Mertensia Roth (35 spp.)